# Liebchen adé
Liebchen adé!, auch bekannt unter dem Namen Annemarie-Polka, ist ein Werk des deutschen Marschliederkomponisten Herms Niel. Liebchen adé wurde von Niel 1934 komponiert. Sein Text entspricht dem des überlieferten Volksliedes LIEBCHEN ADE und wurde von Niel mit Annemarie ergänzt. Vor allem in den sorbischen Gebieten der Lausitz und des Spreewaldes hat Liebchen adé unter dem Namen Annemarie-Polka bis heute eine gewisse Popularität und wird oft auf Dorffesten getanzt.

## Vorgeschichte
Der Liedtext „Schätzchen, ade“ wird erstmals 1816 für Unterfranken (Würzburg) erwähnt. Eng dabei steht „Winter ade“ von Heinrich Hoffmann von Fallersleben (1835), das die gleiche Melodie verwendet. Wohl daraus entstand das 1838 erwähnte „Liebchen ade“ (ohne Annemarie, anstelle des Namens wird noch einmal „Liebchen ade“ gesungen). Der Tanz „Polka von hinten“ (offiziell Schmetterlings-Tanz) aus der Altmark (Sachsen-Anhalt) wurde um 1900 als „Berliner Polka“ populär. Erst 1934 verweist ein Notensatz der „Berliner Polka“ darauf, dass der Schmetterlings-Tanz auch zu „Liebchen ade – Annemarie“ getanzt werden kann.

## Kritik
Der Tanzpädagoge und Experte für sorbische Tänze, Michael Apel sieht die Popularität des Liedes insbesondere im sorbisch-wendischen Gebiet kritisch: „Propaganda“ wirke „dann besonders gut, wenn sie nicht als solche bemerkt wird. Eine gängige Melodie und leicht auszuführende Tanzschritte verdeckten die Umwidmung des Textes aus der Zeit wandernder Handwerker auf Sodaten sowie deren Bräute (und Frauen).“ Das „macht auf dem rechten Ohr taub“. Er führt weiter aus: „Für mich ist ‚Liebchen ade‘ ein deutsches Volkslied, das von einem Nazi-Komponisten um Text, Idee und Melodie beklaut wurde. Es spielt daher in meinen Tanzveranstaltungen keine Rolle.“ Weder Lied noch Tanz hätten etwas mit sorbischer Tradition zu tun. Bei Veranstaltungen mit sorbischer Volkskunst und Kultur (1995 während der Bundesgartenschau in Cottbus; 1000 Tanzpaare am 15. Juli 2006 während des Deutsch-Polnischen Europa- und Medienfestes ebenfalls in Cottbus) sei der Tanz in der Lausitz gefördert und weit darüber hinaus der Eindruck verbreite worden, er wäre traditionell sorbisch.